# Abraham wypędza Hagar i Ismaela
Abraham wypędza Hagar i Ismaela – obraz włoskiego malarza barokowego Guercina.

## Geneza obrazu
Temat obrazu został zaczerpnięty ze Starego Testamentu z Księgi Rodzaju. Opowiada o wypędzeniu Hagar i jej syna Izmaela przez Abrahama. Hagar była niewolnicą Sary, żony Abrahama. Gdy ten miał 86 lat poprosiła go by przespał się z Hagar by ta poczęła syna. Czternaście lat później Sara stała się brzemienna i urodziła stuletniemu Abrahamowi syna Izaaka. Gdy chłopiec miał kilka lat 

Sara widząc, że syn Egipcjanki Hagar, którego ta urodziła Abrahamowi, naśmiewa się z Izaaka, rzekła do Abrahama: "Wypędź tę niewolnicę wraz z jej synem, bo syn tej niewolnicy nie będzie współdziedzicem z synem moim Izaakiem". To powiedzenie Abraham uznał za bardzo złe – ze względu na swego syna. A wtedy Bóg rzekł do Abrahama: "Niechaj ci się nie wydaje złe to, co Sara powiedziała o tym chłopcu i o twojej niewolnicy. Posłuchaj jej, gdyż tylko od Izaaka będzie nazwane twoje potomstwo. Syna zaś tej niewolnicy uczynię również wielkim narodem, bo jest on twoim potomkiem" (Rdz 21 9-13)

Guercino wybrał moment, gdy Abraham odprawia Hagar. Cała czwórka bohaterów znajduje się blisko siebie. Abraham tradycyjnie przedstawiony jest z brodą i w turbanie. Zwrócony jest w stronę niewolnicy. U jej boku wisi sakiewka podróżna. Za plecami Abrahama, tyłem do patriarchy, stoi Sara. Jest ona odpowiedzialna za całą sytuację ale mimo iż zwrócona w dal uważnie przysłuchuje się rozmowie. Po przeciwnej stronie stoi płaczący Ismael, próbujący chronić się w ramionach matki. Abraham wydaje się być rozdarty. Gest prawej dłoni zdecydowanie nakazuje odejście, lecz lewa dłoń czyni znak błogosławieństwa.